# Варден Цулукідзе
Цулукідзе Варден (груз. ვარდენ წულუკიძე; 1865 — 1923) — російський і грузинський воєначальник.

## Життєпис
Нардився в дворянській родині. Служив у Російській Імператорській Армії, брав участь в Першій Світовій війні. До 1917 мав чин генерал-майора.
Після проголошення незалежності Грузії вступив до війська. Командував бригадою під час грузинсько-радянської війни 1921. Зостався в радянській Грузії, один з організаторів підпілля.
Заарештований ЧК та розстріляний 19 травня 1923.